# Mill City (Oregon)
Mill City è una città degli Stati Uniti d'America situata nell'Oregon, nella Contea di Linn e in parte nella Contea di Marion.